# October Equus
Nell'antica religione romana, il cavallo di ottobre (in latino October Equus) era un sacrificio animale in onore di Marte, che si celebrava il 15 ottobre, in coincidenza con la fine della stagione agricola e delle attività militari.
Il rito era eseguito all'interno di una delle tre festività basate su corse di cavalli tenute in onore di Marte; le altre erano le due Equirria, che si svolgevano il 27 febbraio e il 14 marzo.
Le corse dei carri a due cavalli (bigae) si svolgevano in Campo Marzio, l'area di Roma dedicata a Marte; al termine delle corse, il cavallo di destra della biga della squadra vincente era trafitto mediante una lancia dal flamine marziale, e quindi sacrificato.
La testa (caput) e la coda (cauda) del cavallo erano tagliate ed asportate e utilizzate separatamente nelle due fasi successive delle cerimonie: due quartieri mettevano in scena una lotta per il diritto a mostrare la testa, mentre la cauda da poco tagliata era portata alla Regia per alimentare il fuoco sacro di Roma.
Riferimenti antichi all'October Equus coprono un arco temporale di oltre sei secoli: la prima citazione è di Timeo (storico del III secolo a.C.), che collegava il sacrificio al Cavallo di Troia e alla rivendicazione dei Romani di discendere dai Troiani, mentre l'ultima si trova nel Calendario di Filocalo (354 d.C.), in cui è annotato che la festività era ancora celebrata, anche quando il Cristianesimo stava diventando la religione dominante dell'Impero romano.
Parecchi studiosi riconoscono un'influenza etrusca sulla formazione iniziale delle cerimonie.
Il cavallo di ottobre è l'unico esempio di sacrificio del cavallo in tutta la religione romana.
Tipicamente, i Romani scarificavano animali che erano una componente normale della loro dieta. Pertanto, il rito insolito del cavallo di ottobre è stato analizzato a volte alla luce di altre forme indoeuropee di sacrificio del cavallo, come nel caso del vedico ashvamedha e del rituale irlandese descritto da Giraldus Cambrensis, entrambi i quali sono in relazione con il regno.
Sebbene la battaglia rituale per il possesso della testa potesse conservare un elemento del periodo iniziale della storia di Roma, quando essa era governata dai re, la collocazione della festività del cavallo di ottobre rispetto all'agricoltura e alla guerra è caratteristica della Repubblica.
La topografia sacra del rito e il ruolo di Marte in altre festività equestri indicano anche aspetti di iniziazione e di rinascita rituale.
Gli aspetti complessi o anche contraddittori del cavallo di ottobre probabilmente risultano dalle sovrapposizioni di tradizioni accumulatesi nel tempo.

## Descrizione
Il rito del cavallo di ottobre si teneva alle idi di ottobre, ma in quel giorno non è stato registrato alcun nome di festività.
Il grammatico Festo descrive così la festività:

Il cavallo di ottobre è chiamato così dal sacrificio in onore di Marte che annualmente si effettua in Campo Marzio nel mese di ottobre.
Esso è il cavallo di destra della squadra vincitrice nelle corse delle bighe.
La consueta competizione per la sua testa tra i residenti della Suburra e quelli della Via Sacra non era un affare banale; la seconda l'avrebbe appesa alle pareti della Regia, o la prima alla Torre Mamilia.
La sua coda era trasportata alla Regia in maniera sufficientemente rapida che il sangue che ne usciva poteva essere sgocciolato sul fuoco per farlo diventare parte del rito sacro (res divina)

In un altro passo, il grammatico augusteo Verrio Flacco aggiunge il dettaglio che la testa del cavallo è adornata con pane.
Il Calendario di Filocalo annota che il 15 ottobre "il cavallo ha luogo presso le Nixae", un altare per le divinità della nascita (di nixi) o meno probabilmente un oscuro cippo chiamato Ciconiae Nixae.
Secondo la tradizione romana, il Campo Marzio era stato consacrato dai loro antenati a Marte come pascolo per cavalli e terreno di allenamento equestre per i giovani.
Il "rito sacro" di cui il sangue del cavallo divenne parte è solitamente identificato con la festività delle Parilia, una festività di carattere rurale celebrata il 21 aprile, data che fu poi assunta come data della fondazione di Roma.

## Guerra e agricoltura
Verrio Flacco osserva che il rituale del cavallo era compiuto ob frugum eventum, solitamente inteso come "in ringraziamento per il completamento del raccolto" o "per il conseguimento di un buon prossimo raccolto", poiché il frumento invernale era seminato in autunno.
La frase è stata collegata alla personificazione del divino Bonus Eventus, "evento buono", cui fu dedicato, in data sconosciuta, un tempio nel Campo Marzio e che Varrone elenca come una delle dodici divinità rurali.
Ma, come per altre cerimonie che si svolgevano in ottobre, il sacrificio avveniva al tempo del ritorno dell'esercito e del suo reintegro nella società, motivo per il quale Verrio spiegava anche che un cavallo è indicato per la guerra, un bue per il lavoro.
I Romani non utilizzarono i cavalli come animali da tiro nell'attività agricola né in guerra per i carri, ma Polibio specifica che la vittima era un cavallo da guerra..
Il rituale era eseguito all'esterno del pomerium, il perimetro sacro di Roma, probabilmente per il suo carattere marziale, ma l'agricoltura era pure un'attività extraurbana, come Vitruvio indica quando osserva che il luogo sacro corretto per Cerere si trovava fuori dalla città (extra urbem loco).
Nella storia iniziale di Roma, i ruoli del soldato e del contadino erano complementari:
… Nel caso del cavallo di ottobre, ad esempio, non dovremmo tentare di decidere se è una festività militare o agricola; ma piuttosto vederla come una delle strade in cui potrebbe essere espressa la convergenza fra agricoltura e guerra (o più precisamente tra agricoltori e soldati)»
(Mary Beard, John North, Simon Price)
Questa polivalenza era caratteristica del dio per il quale si eseguiva il sacrificio, poiché tra i Romani Marte recava guerra e spargimento di sangue, agricoltura e virilità, così come morte e fertilità all'interno della sua sfera di influenza.

### I Parilia e ilsuffimen
I poeti augustei Properzio e Ovidio menzionano entrambi il cavallo come un ingrediente nella preparazione rituale chiamata suffimen o suffimentum, che le Vestali preparavano per l'impiego in occasione della lustratio dei pastori e delle loro pecore dei Parilia.
Properzio potrebbe aver inteso che questo cavallo non fosse un ingrediente della preparazione originale: "i riti di purificazione (lustratio) sono ora rinnovati per mezzo del cavallo smembrato".
Ovidio specifica che il sangue del cavallo era utilizzato per il suffimen.
Così come il sangue della coda era sgocciolato o sparso sul fuoco sacro di Roma in ottobre, anche il sangue o le ceneri del resto dell'animale potevano essere trattati e conservati per il suffimen.
Anche se non è stato registrato alcun altro sacrificio di cavalli a Roma, Georges Dumézil ed altri hanno tentato di escludere che la fonte del sangue equino per i Parilia fosse il cavallo di ottobre.
Un altro ingrediente importante per il suffimen era la cenere prodotta dall'olocausto di un vitello non nato in occasione della festività dei Fordicidia, che si celebrava il 15 aprile, assieme con gli steli dai quali erano stati raccolti i fagioli.
Una fonte della tarda antichità e non sempre affidabile riporta che i fagioli erano sacri a Marte.
Suffimentum è un termine generale per una preparazione utilizzata per la guarigione, la purificazione o l'allontanamento di influenze maligne.
Nel suo trattato sulla Medicina veterinaria, Vegezio raccomanda un suffimentum come cura efficace per animali da tiro e per gli esseri umani a rischio di esplosioni emotive, come anche per scacciare grandinate, demoni e fantasmi (daemones e umbras).

## La vittima

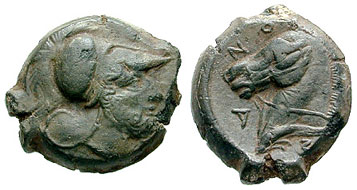
Moneta con Marte e un cavallo imbrigliato (Cosa, Etruria, 273-250 a.C.)

Le vittime sacrificali erano più spesso animali domestici che entravano normalmente nella dieta romana; la carne era mangiata a un banchetto condiviso fra coloro che celebravano il rito.
La carne di cavallo era disgustosa per i Romani e Tacito classifica i cavalli tra gli animali "profani".
Vittime inedibili come il cavallo di ottobre e i cani erano solitamente offerte alle divinità ctonie sotto forma di un olocausto, dal quale non si otteneva carne da condividere.
In Grecia, i sacrifici di cani erano compiuti per la controparte di Marte, Ares, e il dio della guerra ad esso correlato Enyalios (a Roma poi associato a Quirino).
A Roma, i cani erano sacrificati durante le Robigalia, una festività dedicata alla protezione delle colture in cui si svolgevano corse dei carri dedicate a Marte assieme alla divinità omonima, e in altri pochi riti pubblici.
Anche le divinità della nascita, comunque, ricevevano offerte di cuccioli di cane (maschi e femmine) e i cimiteri infantili mostrano un'elevata concentrazione di cuccioli, talvolta smembrati ritualmente.
Le vittime inedibili erano offerte a un ristretto gruppo di divinità principalmente coinvolte nel ciclo della nascita e della morte, ma la motivazione è oscura.
Allo stesso modo, l'importanza del cavallo per il dio della guerra non è di per sé evidente, in quanto l'azione militare romana era basata sulla fanteria.
I giovani sacerdoti armati di Marte, i Salii, abbigliati come "tipici rappresentanti della fanteria arcaica", compivano i loro rituali enfaticamente a piedi, con passi di danza.
L'ordine equestre era di livello sociale inferiore a quello senatorio dei patres, "padri", che in origine erano esclusivamente patrizi.
Il Magister equitum, "maestro dei cavalieri", era subordinato al Dictator, cui era proibito l'utilizzo del cavallo se non per effetto di un atto legislativo speciale.
Nella tarda Repubblica, la cavalleria romana era principalmente formata dagli alleati (auxilia) e Arriano enfatizza l'origine straniera delle tecniche di addestramento della cavalleria, in particolare derivanti da Celti di Gallia e Spagna.
I termini tecnici romani relativi all'equitazione e ai veicoli trainati da cavalli sono per lo più di origine non latina, spesso derivanti dal gallico.
In alcune circostanze, la religione romana sottoponeva il cavallo a un divieto esplicito.
Ai cavalli era proibito l'accesso al boschetto di Diana Nemorensis e al patrizio Flamen Dialis era proibito dalla religione di cavalcare un cavallo.
Marte, comunque, era associato ai cavalli nella sua festività degli Equirria e il Lusus Troiae equestre, che era uno degli eventi che Augusto organizzò in occasione della consacrazione del tempio di Marte Ultore nel 2 a.C..
Il sacrificio di cavalli era regolarmente offerto da coloro che i Romani classificavano come "barbari", come ad esempio gli Sciti, ma talvolta anche dai Greci.
In Macedonia, "cavalli in armatura" erano sacrificati come lustrazione per l'esercito.
Subito dopo aver descritto il cavallo di ottobre, Festo fornisce altri tre esempi:
- il sacrificio spartano di un cavallo "ai venti" (Ἄνεμοι) sul monte Taigeto[49];
- tra i Sallentini[50], i cavalli erano arsi vivi per un oscuro Giove Menzana[51];
- ogni anno i Rodiesi dedicavano un carro a quattro cavalli (quadriga) al Sole e lo gettavano nel mare[52]. La quadriga tradizionalmente rappresentava il Sole, come la biga rappresentava la Luna[53].

Un sacrificio di cavalli persiano in favore di "Iperione vestita di raggi di luce" è ricordato da Ovidio e da fonti greche.
In contrasto con le culture che offrivano un cavallo al dio della guerra in anticipo per ottenere un successo, il sacrificio di cavalli romano segnava la conclusione della stagione delle campagne militari.
Tra i Romani, le corse di cavalli e carri erano caratteristiche di osservanze religiose "antiche e oscure", quali quelle dei Consualia, che a volte propiziavano le divinità ctonie.
Le corse dei cavalli negli ombrosi Ludi Taurii in onore degli dei inferi (di inferi) si svolgevano nel Campo Marzio, come era per gli Equirria di Marte.
Il cavallo era stato identificato come animale funebre da Greci ed Etruschi del periodo Arcaico.
Hendrik Wagenvoort ipotizzò anche una forma arcaica di Marte che "era stata immaginata come il dio della morte e degli inferi nella forma di un cavallo.".

### Il carro
Le corse dei carri a due cavalli (bigae) che precedevano il sacrificio del cavallo di ottobre determinavano la selezione della vittima ottimale.
In un giogo a due, il cavallo di destra era l'animale conduttore o più forte e così si sceglieva quello del carro vincente come offerta più potente per Marte.
I carri nella cultura romana possiedono un ricco simbolismo, ma i Romani non li utilizzarono mai in guerra, anche se affrontarono nemici che li impiegavano.
Il carro era parte della cultura militare romana principalmente come veicolo del generale trionfante, che si muoveva su un carro a quattro cavalli decorato assolutamente non pratico e quindi inutilizzabile in guerra.
Per lo più le consuetudini romane relative alle corse erano di origine etrusca: esse erano parte della tradizione etrusca dei giochi pubblici (ludi) e delle processioni equestri.
Le corse dei carri furono importate dalla Magna Grecia non prima del VI secolo a.C..
Rappresentazioni di corse di carri erano considerate foriere di buona fortuna, ma le corse stesse erano calamite per la magia nel tentativo di influenzare il fato.
Una legge presente nel Codice teodosiano proibisce agli aurighi di usare la magia per vincere, pena la morte.
Alcuni degli ornamenti posti sui cavalli erano amuleti portafortuna o strumenti per allontanare il maligno; tra questi vi erano campanelli, denti di lupo, lune crescenti e attrezzi per la marchiatura del bestiame.
Questa contro-magia era indirizzata verso le pratiche effettive; sui campi di gara sono stati ritrovati gli incantesimi vincolanti (defixiones).
Talvolta, la defixio impiegava gli spiriti del defunto morto prematuramente per compiere il male.
Sui campi di gara greci, le mete di svolta corrispondevano a tombe o altari di eroi per propiziarsi gli spiriti maligni, che potevano causare danni agli uomini o ai cavalli.
L'idea delle mete di svolta (metae) nel campo di una corsa romana proveniva dai monumenti funebri etruschi.

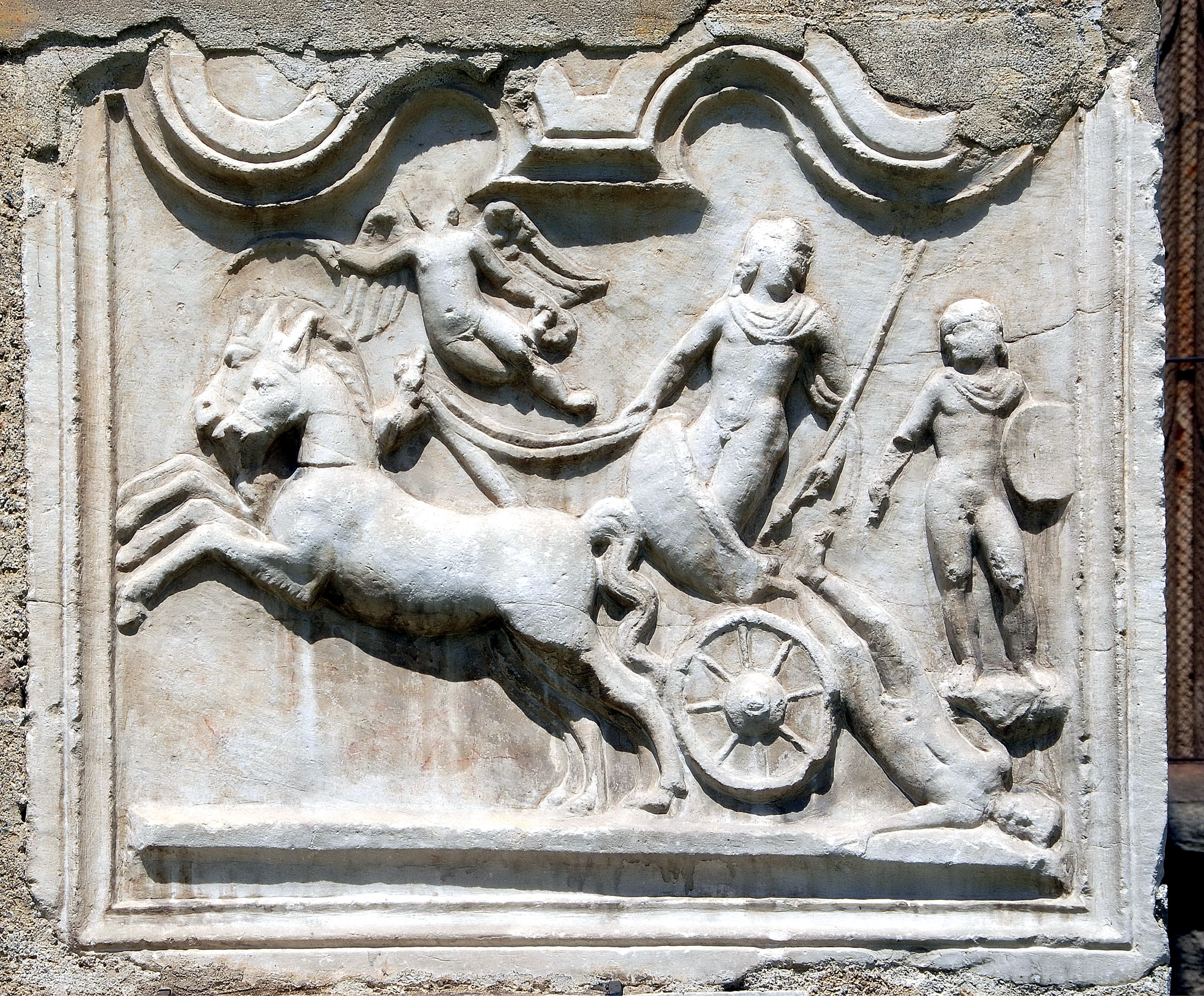
Rilievo funebre romano di età imperiale che mostra Achille, che reca una lancia su una biga lunata, mentre trascina il corpo di Ettore; sopra di lui si vede una figura alata

Plinio il Vecchio attribuisce l'invenzione del carro a due cavalli ai Frigi; esso è un nome etnico che i Romani giunsero a considerare come sinonimo di "Troiani".
Nella tradizione narrativa greca, i carri avevano un ruolo nelle guerre omeriche, riflettendo la loro importanza tra i Micenei storici.
Al tempo in cui le epiche omeriche furono composte, comunque, il combattimento dai carri non era più utilizzato nei combattimenti greci e nell'Iliade si trovano guerrieri che utilizzavano i carri come mezzi di trasporto fino al campo di battaglia, ma che poi combattevano a piedi.
La gara dei carri divenne parte dei giochi funebri relativamente presto, in quanto il primo riferimento a una gara di carri nella letteratura occidentale è presente nell'Iliade come evento dei giochi funebri tenuti in onore di Patroclo.
Forse la scena più famosa dell'Iliade in cui è coinvolto un carro è quella di Achille che trascina il corpo di Ettore, l'erede al trono troiano, per tre volte attorno alla tomba di Patroclo; nella versione dell'Eneide, gira attorno alle mura della città. Variazioni della scena sono presenti anche nell'arte funeraria romana.
Gregory Nagy ritiene che cavalli e carri, in particolare il carro di Achille, incorporino il concetto di ménos, che egli definisce come "vita consapevole, potenza, consapevolezza", associata nell'epica omerica al thūmós ("vivacità") e alla ψυχή (psychē, "anima", "spirito"), che al momento della morte abbandonano il corpo.
Gli dei dotano sia gli eroi sia i cavalli di ménos respirando dentro ad essi, cosicché "i guerrieri ansiosi per la battaglia stanno letteralmente 'sbuffando con ménos'".
Nell'Iliade, 5.296, una metafora compara un uomo che cade in battaglia ai cavalli che crollano quando dopo le fatiche sono liberati dai finimenti.
La cremazione libera la psychē sia dal thūmós sia dal ménos, cosicché essa può passare nell'aldilà; il cavallo, che incarna il ménos, corre via e lascia il carro indietro, come nell'allegoria filosofica del carro di Platone.
Il termine antropologico mana è stato talvolta preso in prestito per concettualizzare la potenza del cavallo di ottobre, pure espressa anche dagli studiosi moderni come numen.
Si ritiene che gli sforzi fisici del cavallo che respira a fatica nel suo contesto intensifichino o concentrino questo mana o numen
In onore del dio che presiedeva al censo romano, che tra le altre funzioni registrava l'eleggibilità dei ragazzi al servizio militare, le festività di Marte hanno un forte carattere lustrale. Dopo il censimento, in Campo Marzio si eseguiva una lustratio.
Anche se non si è registrato che le cerimonie lustrali avvenissero prima delle corse dei cavalli degli Equirria o del cavallo di ottobre, è plausibile che così fosse e che esse fossero state viste come una prova o una assicurazione dell'efficacia della lustratio.

### La testa

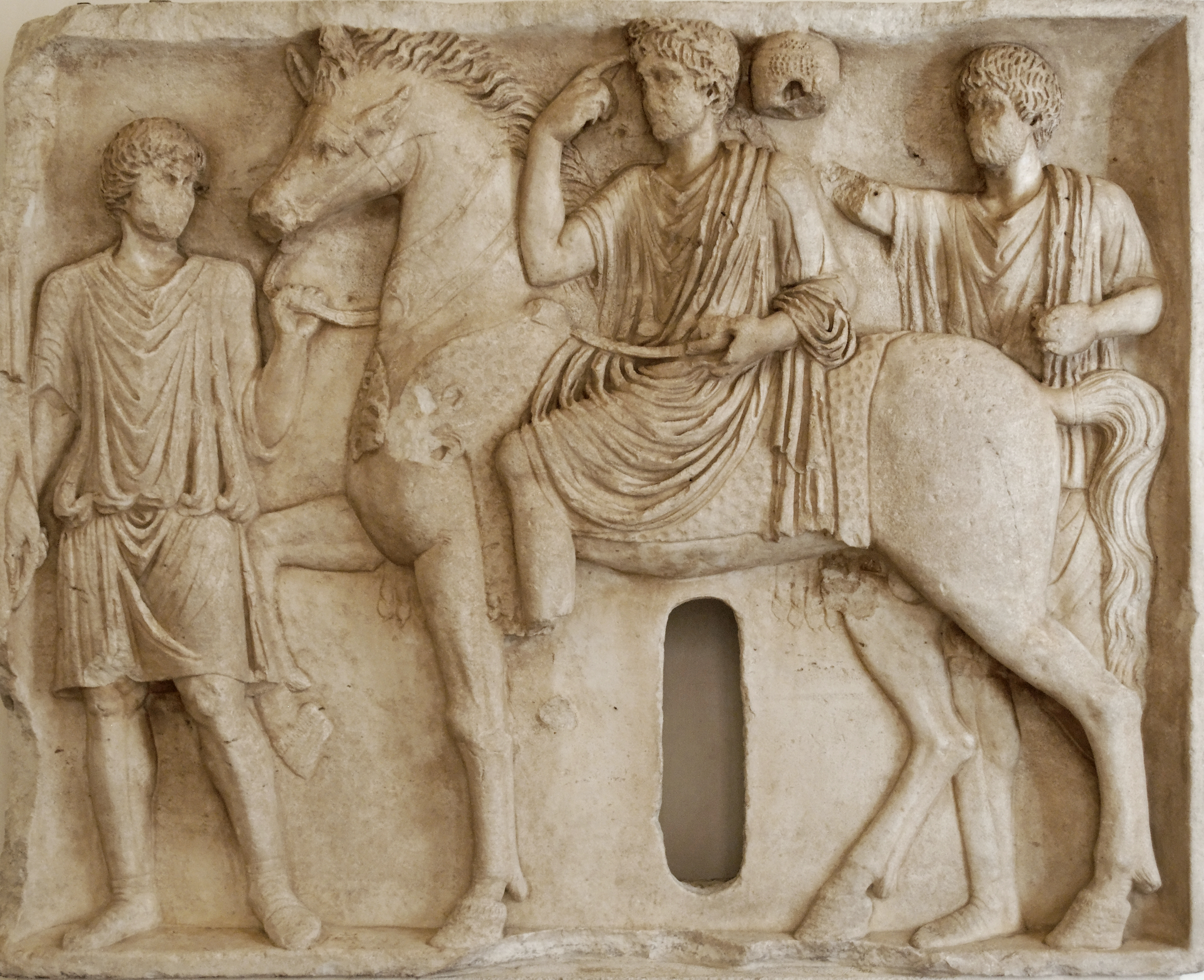
Rilievo funerario che raffigura il defunto mentre cavalca un cavallo e punta alla sua testa dove risiede il Genius (II secolo d.C.)

Il significato della testa del cavallo di ottobre quale potente trofeo può essere chiarito dal caput acris equi, "testa di un cavallo spiritato ('appuntito')", della quale Virgilio riporta che fu scoperta da Didone e i suoi coloni quando iniziarono lo scavo per fondare Cartagine: "così infatti per secoli la stirpe (gens) si distinguerà nella guerra e sarà abbondante il vitto".
Lo scrittore di agricoltura del IV secolo Palladio consigliava agli agricoltori di porre il teschio di un cavallo o di un asino sul loro terreno; gli animali non dovevano essere "vergini", poiché lo scopo era quello di promuovere la fertilità. La pratica può essere collegata alle effigi note come oscilla, figure o facce di cui Virgilio riferisce che furono appese su alberi di pino da contadini ausoni, di ascendenza troiana, che indossavano maschere, quando stavano effettuando la semina.
Il collocamento della vitalità sessuale o della fertilità nella testa del cavallo indica la sua potenza come talismano.
Si presumeva che la sostanza hippomanes, che si riteneva potesse indurre la passione sessuale, fosse trasudata dalla fronte di un puledro; Claudio Eliano (circa 175–235 d.C.) indicava la fronte o i "reni".
Chiamato amor da Virgilio, nell'Eneide esso è un ingrediente nelle preparazioni rituali di Didone prima del suo suicidio.
Sui rilievi funebri romani, il defunto è spesso raffigurato mentre cavalca un cavallo nel suo viaggio verso l'aldilà, talvolta indicandosi la testa. Questo gesto significa il Genio, l'incarnazione divina del principio vitale che si trova in ogni individuo ed è creduta risiedere nella testa, in qualche modo comparabile all'omerico thumos o al latino numen.

#### Pendenti di pane
Pendenti di pane erano attaccati alla testa dell'October Equus: una porzione del sacrificio inedibile era conservata per gli umani e guarnita con un alimento di uso quotidiano associato a Cerere e Vesta. La forma dei "pani" non è stata descritta.
Equini decorati con pane si trovano anche in occasione della festività in onore di Vesta che si celebrava il 9 giugno, quando gli asini che normalmente erano impiegati nelle attività di macinazione e panificazione erano ornati con ghirlande dalle quali pendevano pani decorativi.
Secondo Ovidio, ai Vestalia l'asino era onorato in ricompensa per il suo servizio alla Vergine Madre, che nell'ideologia augustea è descritta contemporaneamente indigena e troiana.
Quando il dio itifallico Priapo, una divinità importata che non ricevette mai un culto pubblico, stava per violentare Vesta che dormiva, l'asino ragliante la svegliò. Per vendetta, Priapo richiese pertanto l'asino come sacrificio consueto a lui.
Lo scrittore cristiano Lattanzio afferma che la ghirlanda di pani pendenti commemora la preservazione dell'integrità sessuale di Vesta (pudicitia).
Eliano narra di un mito in cui l'asino colloca fuori posto un pharmakon affidatogli dal re degli dei, causando così all'umanità la perdita della sua eterna giovinezza.

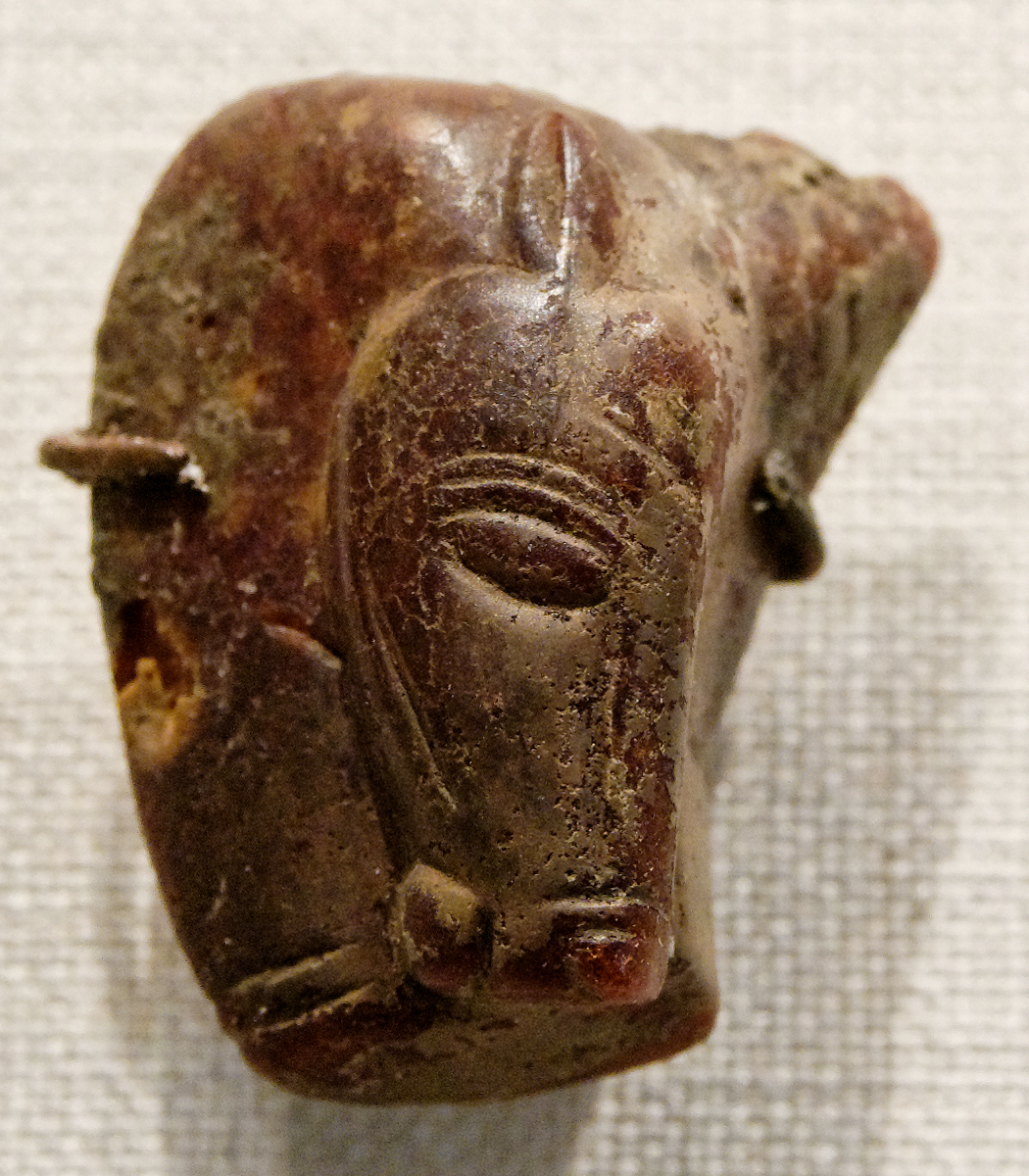
Pendente italico in ambra a forma di testa di cavallo, V secolo a.C.)

Il simbolismo del pane per il cavallo di ottobre non è citato nelle fonti antiche. Robert Turcan ha considerato la ghirlanda di pagnotte come un modo di ringraziare Marte per la protezione del raccolto.
Marte era collegato a Vesta, alla Regia e alla produzione di grano attraverso numerose prescrizioni religiose.
Nel suo poema sul calendario, Ovidio collega tematicamente pane e guerra attraverso il mese di giugno (Iunius), un nome per il quale Ovidio propone diversi etimi tra i quali "Giunone" (Iuno) e "giovani" (iuniores).
Subito dopo la storia di Vesta, Priapo e l'asino, Ovidio associa Vesta, Marte e il pane narrando dell'assedio gallico di Roma.
I Galli erano accampati nel Campo Marzio e i Romani si erano ritirati nel loro ultimo rifugio, la cittadella (arx) del Campidoglio.
In una riunione di emergenza degli dei, Marte si oppone alla rimozione dei talismani sacri di Vesta troiana che garantiscono la sicurezza dello stato e ritiene indegno che i Romani, destinati a dominare il Mondo, stiano morendo di fame. Vesta fa materializzare della farina e il processo di panificazione avviene miracolosamente durante la notte, cosicché vi fu abbondanza (ops) dei doni di Cerere.
Giove sveglia i generali che dormivano e reca loro un messaggio oracolare: devono scagliare dall'arce sul nemico ciò che meno vorrebbero perdere.
Dapprima confusi, come è solito ricevendo un oracolo, i Romani decidono quindi di lanciare le pagnotte come armi contro gli scudi e gli elmi dei Galli, facendo sì che il nemico disperasse di poter sottomettere Roma per fame.
J.G. Frazer si riferiva ad un analogo getto dell'abbondanza di cibo come base per il cavallo di ottobre, che egli vedeva come l'incarnazione dello "spirito del grano".
Secondo la tradizione, i campi consacrati a Marte erano stati confiscati dal re etrusco Tarquinio il Superbo per un suo uso privato.
Atti ripetuti di arroganza tra la famiglia reale portarono all'espulsione del re.
Il rovesciamento della monarchia avvenne nel periodo della mietitura e il grano del Campo Marzio era già stato raccolto per la trebbiatura. Anche se le proprietà del tiranno erano state espropriate e ridistribuite fra il popolo, i consoli dichiararono che il raccolto era posto sotto proibizione religiosa.
In riconoscimento della nuova libertà politica, su tale materia si votò, decidendo che il grano e la pula fossero intenzionalmente gettati nel Tevere.
Frazer vedeva il cavallo di ottobre in origine come una festa del raccolto, poiché aveva luogo sui terreni agricoli del re in autunno.
Per il fatto che nessuna fonte riporta ciò che avveniva del cavallo oltre alla sua testa e alla sua coda, è possibile che fosse cremato e disperso alla stessa maniera del grano di Tarquinio.

### La coda

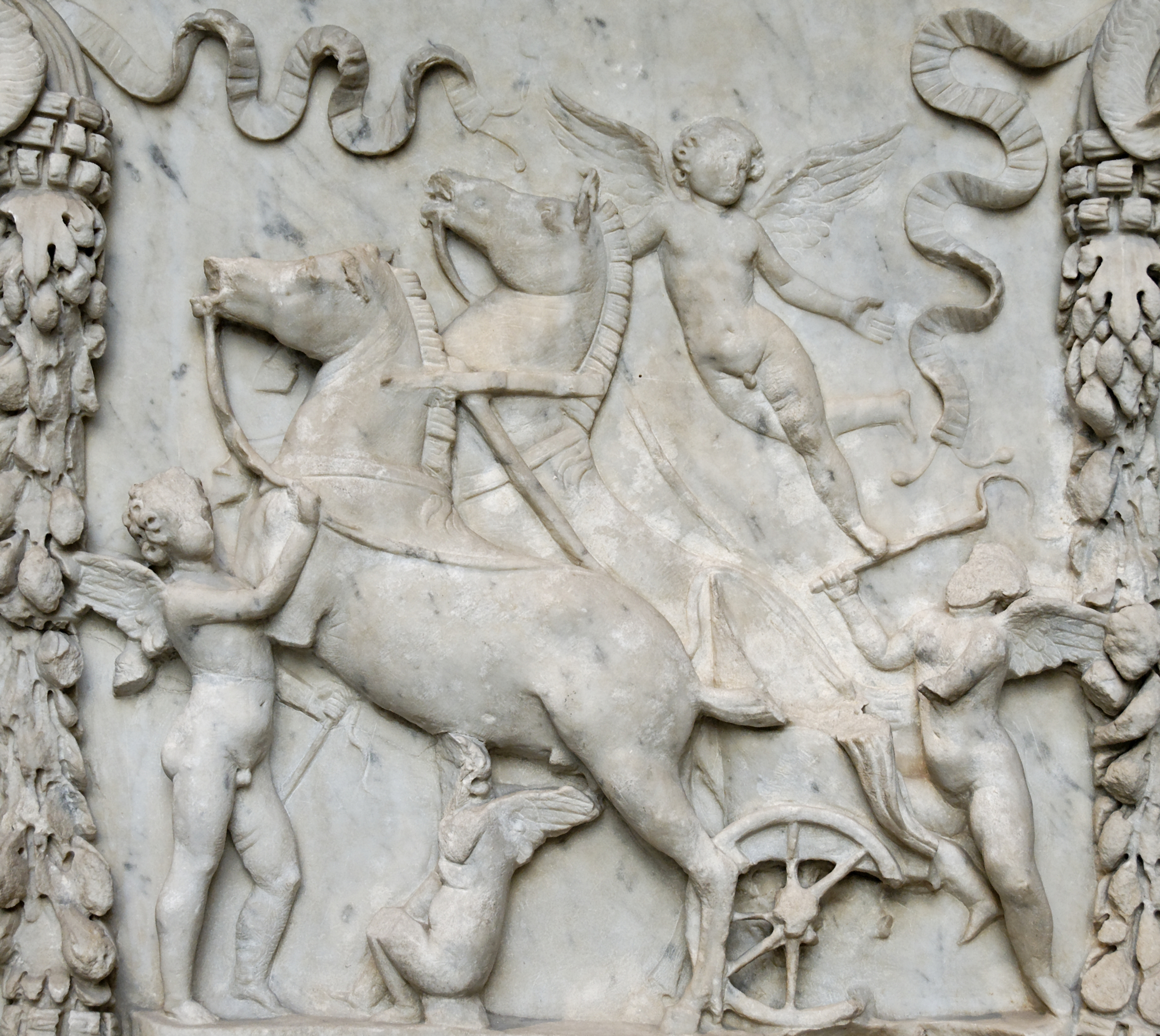
Amorini e una biga, rilievo da un altare dedicato a Venere e Marte di epoca traianea, successivamente ridedicato a Silvano

George Devereux e altri hanno ipotizzato che cauda, o οὐρά ("oura") nelle fonti greche, fosse un eufemismo per il pene del cavallo di ottobre, in cui ci si poteva aspettare vi fosse una quantità maggiore di sangue per il suffimen.
La coda stessa era comunque un simbolo magico-religioso di fertilità o potere.
La pratica di attaccare una coda di cavallo a un elmetto può trarre origine nel desiderio di appropriarsi della potenza dell'animale in battaglia; nell'Iliade, l'elmo con la cresta di cavallo di Ettore ha un aspetto terrificante.
Nell'iconografia dei misteri mitraici, la coda del toro sacrificale è spesso rimossa, come avviene per la coda del cavallo nelle raffigurazioni del dio cavaliere tracio, come per possederne la forza.
Un pinax proveniente da Corinto raffigura un nano che regge il suo fallo con entrambe le mani mentre sta in piedi sulla coda di uno stallone che porta un cavaliere; anche se il nano è stato talvolta interpretato come il disturbatore di cavalli Taraxippus, il fallo è più tipicamente un talismano apotropaico (fascinum) per scongiurare la cattiveria.
Satiri e sileni, anche se in seguito erano descritti simili a capre, in Grecia nel periodo arcaico erano regolarmente raffigurati con caratteristiche equine, inclusa una coda di cavallo prominente; essi erano noti per una sessualità incontrollata e nell'arte sono spesso itifallici.
Nella cultura romana i satiri sono presenti per la prima volta nei ludi, comparendo nella parata preliminare (pompa circensis) dei primi Ludi Romani.
Plinio il Vecchio riporta che si riteneva che la coda del lupo, un animale regolarmente associato a Marte, contenesse l'amatorium virus, il potere afrodisiaco.
Perciò, si può attribuire alla coda del cavallo di ottobre una potenza simile a quella del fallo senza che cauda debba per questo significare "pene", dal momento che l'onnipresenza dei simboli fallici nella cultura romana rende non necessari l'eufemismo o la sostituzione di termine.

### Il cavallo di Troia
Lo storico Timeo di Tauromenio (III secolo a.C.) tentò di spiegare il rituale del cavallo di ottobre correlandolo al cavallo di Troia — un tentativo considerato dagli studiosi antichi e moderni "poco convincente".

Come riportato da Polibio (II secolo a.C.):

(Timeo) ci dice che i Romani ancora commemorano il disastro di Troia trafiggendo (κατακοντίζειν, "trafiggere") in un certo giorno un cavallo da guerra di fronte alla città nel Campo Marzio, poiché la cattura di Troia fu causata dal cavallo di legno — un'affermazione piuttosto puerile. Perché alla stessa stregua dovremmo affermare che tutte le tribù barbare discendono dai Troiani, per il fatto che quasi tutte, o almeno la maggior parte, prima di intraprendere una guerra o alla vigilia di una battaglia decisiva, sacrificano un cavallo, divinandone l'esito dalla maniera in cui esso cade.
Timeo, affrontando questa sciocca pratica, mi sembra mostrare non solo ingoranza ma pedanteria nel supporre che essi sacrificassero un cavallo perché si diceva che Troia fosse stata presa per mezzo di un cavallo.

Anche Plutarco (morto nel 125/7 d.C.) propone la possibilità di un'origine troiana, osservando che i Romani rivendicavano la discendenza dai Troiani e desideravano punire il cavallo che tradì la città.
Festo disse che questa era una credenza comune, ma la rifiuta per le stesse ragioni di Polibio.
Marte e una testa di cavallo compaiono sui lati opposti della prima didracma romana, introdotta durante le Guerre pirriche, che erano il soggetto del libro di Timeo.
Michael Crawford attribuisce l'interesse di Timeo per il cavallo di ottobre alla comparsa di questa moneta in concomitanza con la guerra.
Walter Burkert suggerì che mentre il cavallo di ottobre non può essere considerato come rievocazione sacrificale del cavallo di Troia, vi può essere un'origine rituale condivisa.
I cavallo di Troia fu uno stratagemma di successo perché i Troiani ne accettarono la valenza come offerta votiva o dedicazione a una divinità, intendendo trasferire quel potere all'interno delle loro mura.
La lancia che il sacerdote troiano Laocoonte infigge nel fianco del cavallo di legno trova un parallelo nella lancia utilizzata dal sacerdote officiante nel corso del sacrificio di ottobre.

## La lancia e l'officiante
Timeo, che interpretava il cavallo di ottobre alla luce della rivendicazione di Roma ad origini troiane, è la prima e unica fonte che specifica che si utilizzava una lancia per l'attuazione del sacrificio.
La lancia era un attributo di Marte allo stesso modo in cui Giove brandiva il fulmine o Nettuno il tridente.
La lancia di Marte era custodita nella Regia, la destinazione della coda del cavallo di ottobre.
Le vittime sacrificali erano normalmente abbattute con un martello e una securis (ascia sacrificale) e altri arnesi sarebbero stati necessari per smembrare il cavallo.
Una lancia era utilizzata contro il toro nel corso del taurobolium, forse come ricordo dell'origine del rituale come caccia, ma per il resto costituisce una stranezza per l'esecuzione di un sacrificio.
Poiché il sacrificio aveva luogo nel Campo Marzio, durante una festività religiosa celebrata in onore di Marte, spesso si ritiene che essa fosse presieduta dal Flamen Martialis. Questo sacerdote di Marte poteva aver brandito ritualmente una lancia in altre occasioni, ma nessuna fonte nomina l'officiante del rito del cavallo di ottobre.

## Sul calendario
L'October Equus si teneva alle idi di ottobre.
Tutte le idi erano consacrate a Giove.
Qui come in alcuni altri punti del calendario, un giorno consacrato a Marte si unisce con quello consacrato ad un altro dio.
La festività dell'Equus precedeva quella dell'Armilustrium ("Purificazione delle Armi"), celebrata il 19 ottobre.
Sebbene la maggior parte dei gruppi di feste in suo onore fossero nel mese di (marzo), le cerimonie relative a Marte in ottobre erano viste come conclusive della stagione in cui egli era il più attivo.
In riferimento al cavallo di ottobre, André Dacier, uno dei primi editori di Festo, annotò la tradizione che Troia fosse caduta in ottobre.
Il cavallo di ottobre figurava negli elaborati sforzi del cronologista del XIX secolo Edward Greswell per stabilire la data di questo evento.
Greswell assunse che con l'October Equus si commemorava la data della caduta di Troia e, dopo aver eseguito conti per rapportarsi con il calendario romano originale a seguito della riforma giuliana, giunse a stabilire la data del 19 ottobre 1181 a.C..
La festività sul calendario diametralmente opposta all'October Equus era quella dei Fordicidia, celebrata alle idi di aprile.
Le due festività erano separate da sei lunazioni, con una simmetria quasi perfetta di giorni (177 e 178) tra di esse nelle due metà dell'anno.
Il sacrificio peculiare di vitelli non nati durante i Fordicidia forniva l'altro ingrediente animale per il suffimen dei Parilia del 21 aprile.
Plutarco colloca il sacrificio del cavallo alle idi di dicembre, presumibilmente perché esso avveniva nel decimo mese, che nel calendario originario romano era dicembre invece di ottobre, come indicato dal nome del mese (da decem, "dieci")

## Topografia
La maggior parte degli eventi religiosi di Roma si svolgeva in un singolo luogo oppure essi si organizzavano simultaneamente in molteplici luoghi, come nei quartieri o nelle abitazioni private.
Ma come per il rituale degli Argei, il cavallo di ottobre univa parecchi siti della topografia religiosa romana.
La mappatura di siti poteva essere parte del significato del rituale, accumulato strato su strato nel tempo.
Le corse dei carri e il sacrificio avevano luogo nel Campo Marzio, che in precedenza era chiamato ager Tarquiniorum, terra dei Tarquini, una pianura alluvionale posta lungo il Tevere esterna al pomerium, il confine sacro di Roma.
I rituali religiosi che riguardavano la guerra, l'agricoltura e la morte erano regolarmente svolti all'esterno del pomerium.
Sembra che la corsa dei cavalli fosse disputata con strutture temporanee sul Trigarium, vicino al Tarentum, il recinto in cui si trovava l'altare dedicato a Dis Pater e a Proserpina.
Dis Pater era l'equivalente romano del dio greco Plouton (Plutone) e la sua consorte Proserpina (Persefone) rappresentava il ciclo vegetativo della crescita, simboleggiando il percorso dell'anima umana attraverso la nascita, la morte e la rinascita nell'aldilà e sopra il quale la coppia presiedeva nei misteri.
Il culto poteva essere stato importato a Roma quando furono istituiti i Ludi Saeculares nel 249 a.C..

### Ad Nixas

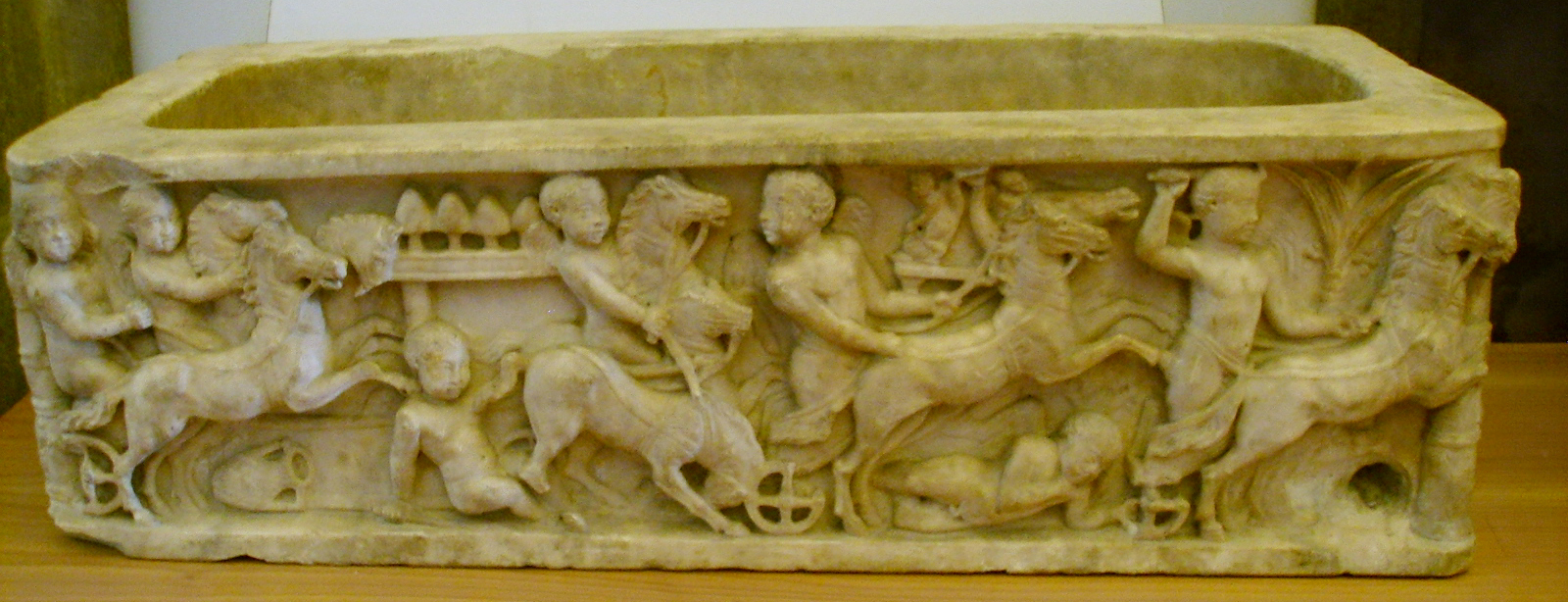
Sarcofago di bambino (II secolo d.C.) che raffigura Cupidi fanciulli che conducono bigae nel circo.

Il sacrificio vero e proprio era compiuto all'interno del Tarentum nel luogo chiamato ad Nixas, probabilmente un altare dedicato alle divinità della nascita (di nixi), invocati come Ilithyis e a cui si offrì un sacrificio notturno nel 17 a.C. durante i Ludi Saeculares, che ebbero origine in questo luogo come Ludi Tarentini.
Secondo Festo, i Ludi Tarentini furono istituiti in onore di Marte sotto Tarquinio il Superbo.
Le divinità della nascita compaiono sia nella registrazione epigrafica dei giochi del 17 a.C. sia in maniera evidente nel Carmen Saeculare di Orazio, composto per l'occasione e rappresentato da un coro di bambini: "In accordo con il rito, fa nascere con un parto regolare i giunti a termine, Ilithyia, custodisci le madri, se è meglio chiamarti Lucina o Genitalis".
Anche in epoca imperiale, il Campo Marzio continuò ad essere un luogo per le esercitazioni militari ed equestri dei giovani.
Il tempio di Marte Ultore, dedicato nel 2 a.C. da Augusto nel Campo, divenne il luogo in cui i giovani compivano sacrifici per concludere il loro rito di passaggio nell'età adulta, quando ottenevano la toga virilis ("toga dell'uomo") attorno ai 14 anni d'età.
Il sacrificio a Marte del cavallo di ottobre su un altare per le divinità della nascita ne suggerisce il ruolo come patrono dei giovani guerrieri, che subiscono la rinascita simbolica del rituale di iniziazione, un tema presente anche nel Lusus Troiae equestre.
L'imperatore Giuliano menziona il sacrificio di un cavallo nei riti di iniziazione romani, senza ulteriori spiegazioni.
Per mettersi alla prova, gli aurighi più giovani e meno esperti solitamente incominciavano con le bighe, che erano utilizzate nella corsa del cavallo di ottobre.
Le corse dei carri sono le scene più comunemente raffigurate sui sarcofagi di bambini romani e, solitamente, mostrano Cupidi che conducono bigae.
I rituali romani della nascita e della morte erano strettamente correlati, per il fatto che erano molto frequenti le morti infantili e perinatali.
I Ludi Taurii, corse di cavalli che si svolgevano nel Campo Marzio per propiziare gli dei dell'aldilà (di inferi), furono istituiti in risposta ad una epidemia di mortalità infantile.
Alcuni studiosi ritengono che le concezioni romane su Marte fossero influenzate dal dio fanciullo etrusco Maris e dal centauro Mares, antenato degli Ausoni.
Maris è raffigurato con un calderone che simboleggia la rinascita e il mezzo uomo mezzo cavallo Mares andò incontro per tre volte alla morte e alla rinascita.
In relazione alle festività di corse di cavalli influenzate dagli Etruschi, John F. Hall considerava Marte come un dio che possedeva il "potere sulla morte".
Comunque, Ad Nixas può riferirsi a un cippo chiamato le Ciconiae Nixae ("cicogne in travaglio"), che non esisteva in età repubblicana.
In questo caso, il sito originario per il sacrificio era probabilmente stato l'altare di Marte (Ara Martis) nel Campo Marzio, il centro più antico di Roma per il culto a Marte come divinità.

### Biforcazione rituale
Lo smembramento del cavallo condusse a una biforcazione rituale in cerimonie che separatamente riguardavano la testa e la coda.
La coda era rapidamente trasportata a piedi fino alla Regia. Probabilmente il percorso si sviluppava passando a est del centro del Campo Marzio, lungo le mura serviane fino alla Porta Fontinalis (nella Roma odierna, a nordest dell'Altare della Patria).
Un portico monumentale edificato nel 193 a.C. collegava la Porta Fontinalis all'altare di Marte nel Campo Marzio.
Una volta all'interno delle mura, il percorso doveva seguire il Clivus Lautumiarum fino al Comitium, quindi lungo la Via Sacra fino alla Regia, per una lunghezza complessiva di circa un miglio.
Il sangue presente nella coda era quindi sgocciolato o spalmato sul fuoco sacro.
Questa collocazione delle funzioni divine ricorda il rinnovamento annuale del fuoco di Vesta, che avveniva il primo marzo, il giorno del "compleanno" di Marte, quando si appendeva l'alloro sulla Regia e il capodanno in origine era celebrato secondo il calendario romano arcaico.
La testa diveniva oggetto di contesa tra due fazioni, i residenti della Via Sacra e quelli della Suburra.
La battaglia decideva dove la testa sarebbe stata esposta per l'anno successivo.
Se la fazione della Suburra vinceva, sarebbe stata posta nelle sue vicinanze sulla torre dei Mamili (Turris Mamilia).
Se a vincere erano i residenti della Via Sacra, la testa sarebbe stata portata alla Regia, in precedenza la residenza del re, come pure la destinazione della coda.
La rivendicazione della testa da parte dei Mamilii può dipendere dalla sua storia familiare, che li collegava attraverso matrimoni alla dinastia regnante dei Tarquini.
Un Mamilio che era il genero di Tarquinio il Superbo, l'ultimo re etrusco, gli diede rifugio dopo che fu espulso da Roma e la monarchia fu abolita.
A parte questo inizio poco positivo, i Mamilii furono poi noti per la loro lealtà e il loro servizio eccellente alla Repubblica.
La Suburra aveva associazioni per la conduzione di equini in epoca imperiale.
Marziale menziona squadre di muli sui suoi ripidi pendii, anche se normalmente il traffico a traino animale non era consentito durante le ore diurne.
Un'iscrizione ivi rinvenuta indica che i mulattieri cercavano la protezione divina di Ercole, Silvano ed Epona.
Silvano era presente in associazione a Marte già in una preghiera agricola arcaica registrata nel trattato di agricoltura di Catone, in cui i due sono invocati o come singola divinità o insieme per proteggere la salute del bestiame.
Epona era la dea celtica del cavallo, l'unica divinità con nome gallo di cui è documentato un culto a Roma.
Non è chiaro dove esattamente la lotta cerimoniale avesse luogo, né in che modo, ma essa implicava una processione finale ai due siti.

## Interpretazioni moderne

### Spirito del frumento
Durante il periodo di Wilhelm Mannhardt, J.G. Frazer e dei Ritualisti di Cambridge, il cavallo di ottobre fu guardato come la personificazione dello "spirito del grano", "concepito in forma umana o animale" secondo la visione di Frazer, cosicché "the last standing corn is part of its body—its neck, its head, or its tail" ("Corn" qui significa in generale "grano", non "mais").
In The Golden Bough (1890), Frazer considerò la coda e il sangue del cavallo come "le parti dominanti del rappresentante dello spirito del grano", il cui trasporto alla Regia portava la benedizione dello spirito del grano "alla casa del re e al focolare" e alla comunità.
Egli ipotizzò che i cavalli fossero sacrificati anche presso il boschetto sacro a Diana Nemorensis presso Aricia, come rappresaglia mitica, poiché il risorto Virbio, il primo divino "re del legno" (il sacerdote chiamato rex nemorensis), era stato ucciso dai cavalli - una spiegazione anche di perché i cavalli furono banditi dal boschetto. Già nel 1908, William Warde Fowler espresse i suoi dubbi che il concetto di spirito del grano rendesse conto in maniera adeguata di tutti gli aspetti rituali dell'Equus October.

### Dumézil e la funzionalità
Dumézil ipotizzò che il cavallo di ottobre conservasse vestigia di un comune rito indoeuropeo della regalità, comprovato anche dal vedico ashvamedha e dal sacrificio inaugurale islandese descritto da Giraldus Cambrensis e compiuto nell'Ulster al principio del periodo medioevale.
Forse la somiglianza più forte tra il rituale vedico e quello romano è il fatto che la vittima sacrificale fosse il cavallo di destra della biga, anche se nel rito vedico non si trattava del vincitore di una corsa.
La testa nell'ashvamedha, che significa energia spirituale, era successivamente destinata al re come talismano; la parte centrale del cavallo incarnava la forza fisica e la coda era impugnata dall'officiante e rappresentava la fertilità del bestiame.
Nemmeno nel rituale celtico erano coinvolte le corse; il cavallo, una giumenta che sembra sia stata il surrogato sessuale della dea della sovranità, era consumato comunitariamente dal re e dalla gente da un calderone in cui era immerso e inaugurato (nell'ashvamedha, sono invertiti i generi del cavallo e dell'umano).
Sia la corsa dei carri sia un calderone implicito di iniziazione (nella misura in cui il secondo potrebbe essere rilevante per il cavallo di ottobre tramite i comparanda del lusus Troiae e dell'assimilazione di Marte al dio fanciullo Maris) sono solitamente ritenuti gli elementi delle festività romana più probabilmente etruschi e pertanto di valore incerto in riferimento alla potenziale origine indoeuropea.
Alcune differenze fondamentali tra il rito romano e le forme vedica e celtica pongono ostacoli per collocare l'Equus October all'interno dello schema trifunzionale.
L'equus era sacrificato al dio romano della guerra, non per la regalità.
Il seguace di Dumézil Jaan Puhvel tratta solo di sfuggita del rito romano nel suo saggio Aspects of Equine Functionality, analizzando principalmente la testimonianza vedica e celtica di un "mito equino indoeuropeo" che "coinvolge l'accoppiamento di un rappresentante della classe della regalità con la divinità transfunzionale ippomorfa e la creazione di prole gemella appartenente al livello del terzo stato".
Puhvel trova pochi collegamenti tra il cavallo di ottobre e gli ásvamedha, principalmente perché il metodo di uccidere il cavallo differisce è molto diverso e l'elemento cruciale dell'accoppiamento rituale è assente.
Egli osserva, comunque, che "l'assenza dell'elemento sessuale nel sacrificio del cavallo romano non è sorprendente, poiché il rituale romano arcaico è estremamente non erotico", un'elusione che egli attribuisce al desiderio dei Romani di differenziare la loro probità sessuale dalla supposta licenza degli etruschi.

### Homo Necans
Nell'opera Homo Necans, Walter Burkert vedeva il cavallo di ottobre come un "sacrificio di dissoluzione" (di qui la sua volontà di mantenere l'antica tradizione che associava alla caduta di Troia) e la lotta per la testa come un agōn, una gara competitiva che sfogava violenza e rabbia, come succedeva nei giochi funebri.

### Giulio Cesare e il sacrificio umano
Nel 46 a.C., lo scontento si diffuse tra le truppe che sostenevano Giulio Cesare nelle guerre civili. Si lamentavano che le sue spese pubbliche sontuose fossero fatte a loro spese: invece di aumentare la loro paga, Cesare utilizzava le sue nuove ricchezze confiscate per esibizioni quali un baldacchino di seta per proteggere gli spettatori dei giochi da lui messi in scena.
I soldati scontenti insorsero.
Cesare giunse su di loro e li ridusse alla disciplina uccidendo un soldato a vista.
Secondo Cassio Dione, l'unica fonte per questo episodio:
(Cassio Dione, 43.24.)
Sia Wissowa sia Dumézil ritengono che Dione con la sua opinione sardonica su questi eventi intendesse che avvenisse un sacrificio effettivo in cui vittime umane sostituissero il cavallo di ottobre.
Le due uccisioni non hanno elementi in comune tranne il sito e l'esibizione delle teste presso la Regia, ma il passaggio è stato utilizzato come prova del fatto che il flamine marziale presiedesse anche la cerimonia del cavallo di ottobre, anche se l'officiante non è mai menzionato nelle fonti che trattano in maniera esplicita dell'Equus.
Il sacrifico umano è sempre stato raro a Roma ed era stato formalmente abolito dal rituale della religione pubblica circa cinquant'anni prima.
Alcune esecuzioni assunsero un'aura sacrale, ma Dione sembra considerare le morti dei soldati come una parodia grottesca di un sacrificio, qualunque potesse essere stato l'intento di Cesare.
Jörg Rüpke riteneva che il racconto di Dione, sebbene "confuso", potesse indicare che Cesare in quanto pontifex maximus fece sua l'interpretazione toriana del cavallo di ottobre, alla luce della rivendicazione della gens Giulia di discendere direttamente da Iulo, il figlio dell'esule troiano Enea.
Nel racconto di Colleen McCullough The October Horse, Cesare stesso diviene la vittima sacrificale.